# Willisau
Willisau (toponimo tedesco) è un comune svizzero di 9 108 abitanti del Canton Lucerna, nel distretto di Willisau del quale è il capoluogo; ha il titolo di città.

## Geografia fisica
Il territorio del comune di Willisau si estende nell'Hinterland lucernese sulle pendici settentrionali del monte Napf.

## Storia
Il comune di Willisau è stato istituito il 1º gennaio 2006 con la fusione dei comuni soppressi di Willisau Land e Willisau Stadt; nel 2021 ha inglobato il comune soppresso di Gettnau.

## Società

### Evoluzione demografica
L'evoluzione demografica è riportata nella seguente tabella:
Abitanti censiti

## Geografia antropica

### Frazioni e quartieri
Le frazioni e i quartieri di Willisau sono:
- Gettnau[7]
- Willisau Land[8]
  - Bauwil
  - Daiwil
  - Gesserswil
  - Käppelimatt
  - Mittmisrüti
  - Olisrüti
  - Ostergau
  - Rohrmatt
  - Schülen
- Willisau Stadt[3]

## Infrastrutture e trasporti
Il comune di Willisau è servito dalla strada principale 2a, dall'omonima stazione e da quelle di Gettnau e di Gettnau Güteranlage sulla ferrovia Huttwil-Wolhusen (linee S6, S7 e S61 della rete celere di Lucerna).